# Diecezja Pesqueira
Diecezja Pesqueira (łac. Dioecesis Pesqueirensis) – diecezja Kościoła rzymskokatolickiego w Brazylii. Należy do metropolii Olinda i Recife wchodzi w skład regionu kościelnego Nordeste II. Została erygowana 5 grudnia 1910 przez papieża Piusa X jako diecezja Floresta. Benedykt XV bullą Archidioecesis Olindensis et Recifensis zmienił jej nazwę i  przeniósł jej siedzibę do Pesqueira.